# Fabronia secunda
Fabronia secunda är en bladmossart som beskrevs av Montagne 1842. Fabronia secunda ingår i släktet Fabronia och familjen Fabroniaceae. Inga underarter finns listade i Catalogue of Life.